# Fort Canning Park

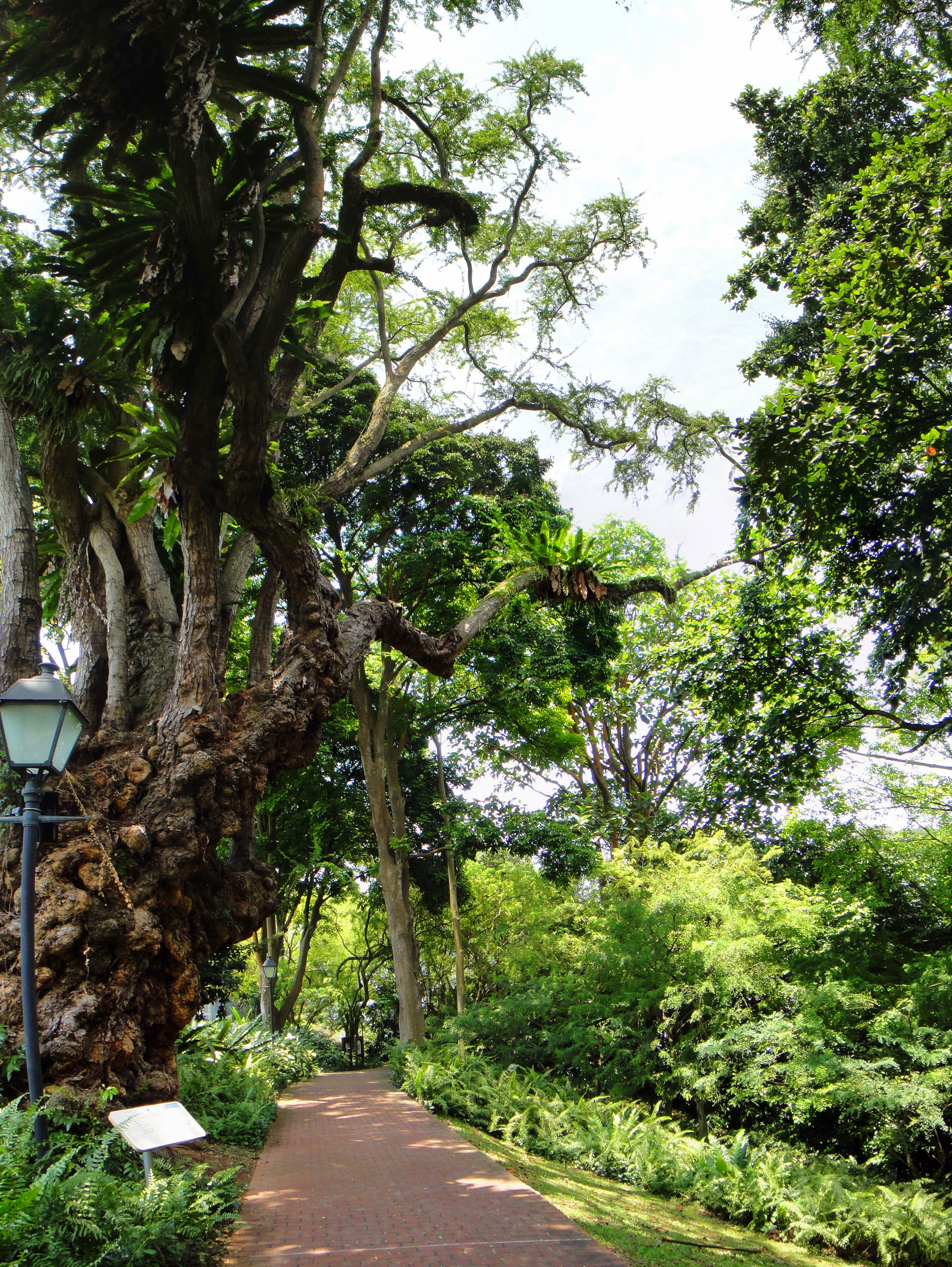
Botanischer Garten

Der Fort Canning Park befindet sich in Singapur auf dem knapp 50 Meter hohen Hügel Fort Canning Hill, früher Government Hill bzw. Singapore Hill oder auch malaysisch  Bukit Larangan (Verbotener Hügel) genannt. Mit ca. 18 Hektar Fläche liegt zwischen der Fort Canning Road (Norden), der Stamford Road (Nordosten), der Clemenceau Avenue (Westen), der River Valley Road (Süden) und der St. Victoria Street (Osten). Er wurde nach Lord Canning, 1857 Generalgouverneur Britisch-Indiens und von 1858 bis 1862 der erste britische Vizekönig von Indien, benannt.
Der Park beherbergt das Fort Canning Centre, das Fort Canning Service Reservoir (Wasserspeicher), den ältesten christlichen Friedhof der Stadt, den ASEAN Sculpture Park (von 1981), die Battle Box (Bunker aus dem Zweiten Weltkrieg und Rest der früheren Festung Fort Canning), zwei gotische Tore und den Spice Garden, den ersten botanischen Garten der Stadt aus dem Jahre 1822.
1823 erbaute Stamford Raffles sein Haus auf dem Hügel.
In einem "19th Century Walk of History" wird im Friedhof des Fort Canning Parks an die frühen europäischen Bewohner Singapurs in Gestalt von zehn Stelen erinnert. Zwei Stelen erinnern an deutsche Einwohner, eine ist die von Hans Hermann Eschke, die andere ist die von Jean Rudolph Lambert.